# Ca Mau
Cà Mau er en vietnamesisk by. Det er hovedstaden i provinsen Cà Mau. Befolkningen er 204.895 indbyggere (2010). Ca Mau er 360 km syd for Ho Chi Minh-byen. Ca Mau Lufthavn er 2 km fra centrum.
- Wikimedia Commons har flere filer relateret til Ca Mau